# Cachan

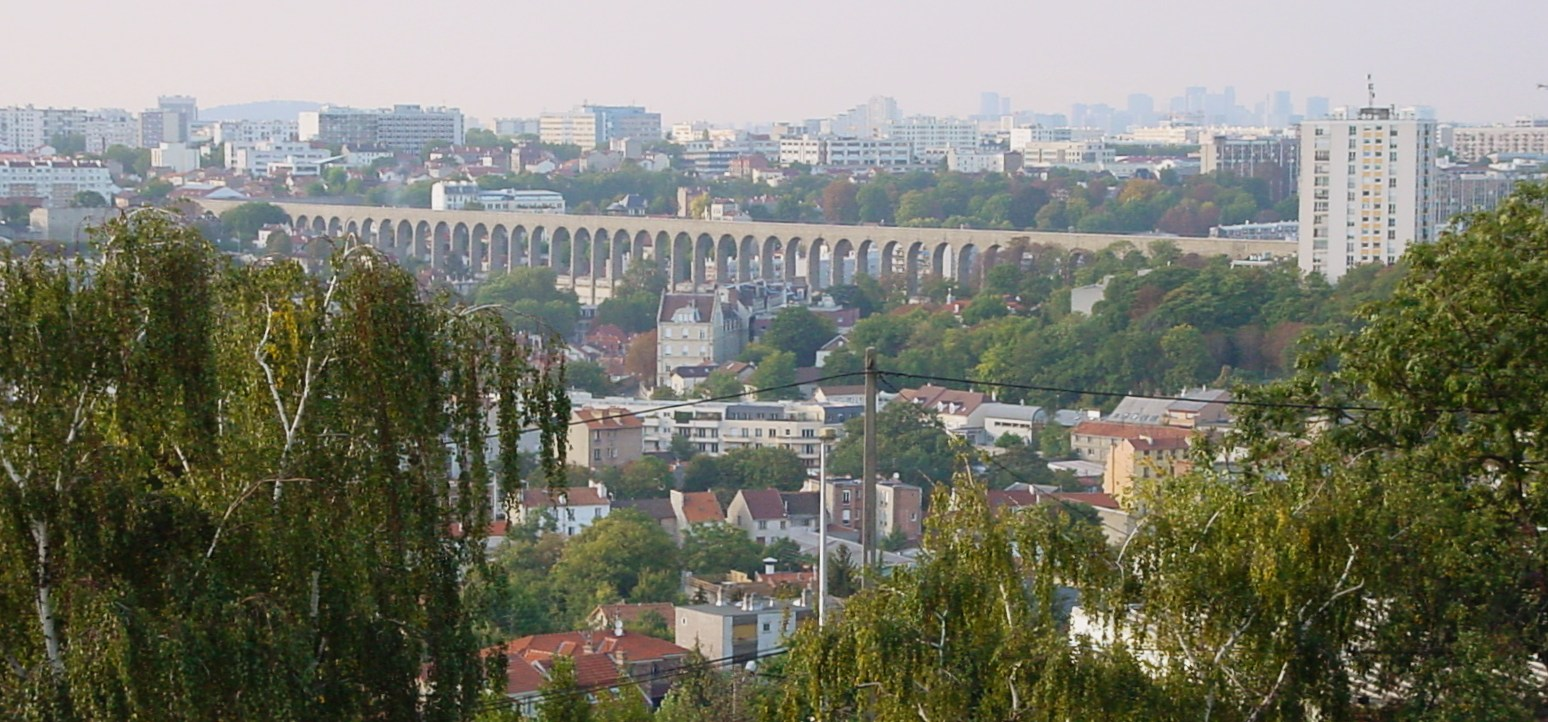
Aqueduc de la Vanne

Cachan är en kommun i departementet Val-de-Marne i regionen Île-de-France i norra Frankrike. Kommunen ligger i kantonen Cachan som tillhör arrondissementet L'Haÿ-les-Roses. År 2022 hade Cachan 30 526 invånare.

## Befolkningsutveckling
Antalet invånare i kommunen Cachan
| Referens: INSEE |

## Utbildning
- École normale supérieure de Cachan